# Kevyn Adams
Kevyn Adams, född 8 oktober 1974 i Washington, D.C., är en amerikansk ishockeyspelare (forward) som spelar i NHL för Phoenix Coyotes.
Han har tidigare spelat för klubbar som Toronto Maple Leafs , Columbus Blue Jackets, Florida Panthers och Carolina Hurricanes där han våren 2006 fick vara med och vinna Stanley Cup.
Kevyn Adams listades 1993 i första rundan som nummer 25.